# Битники

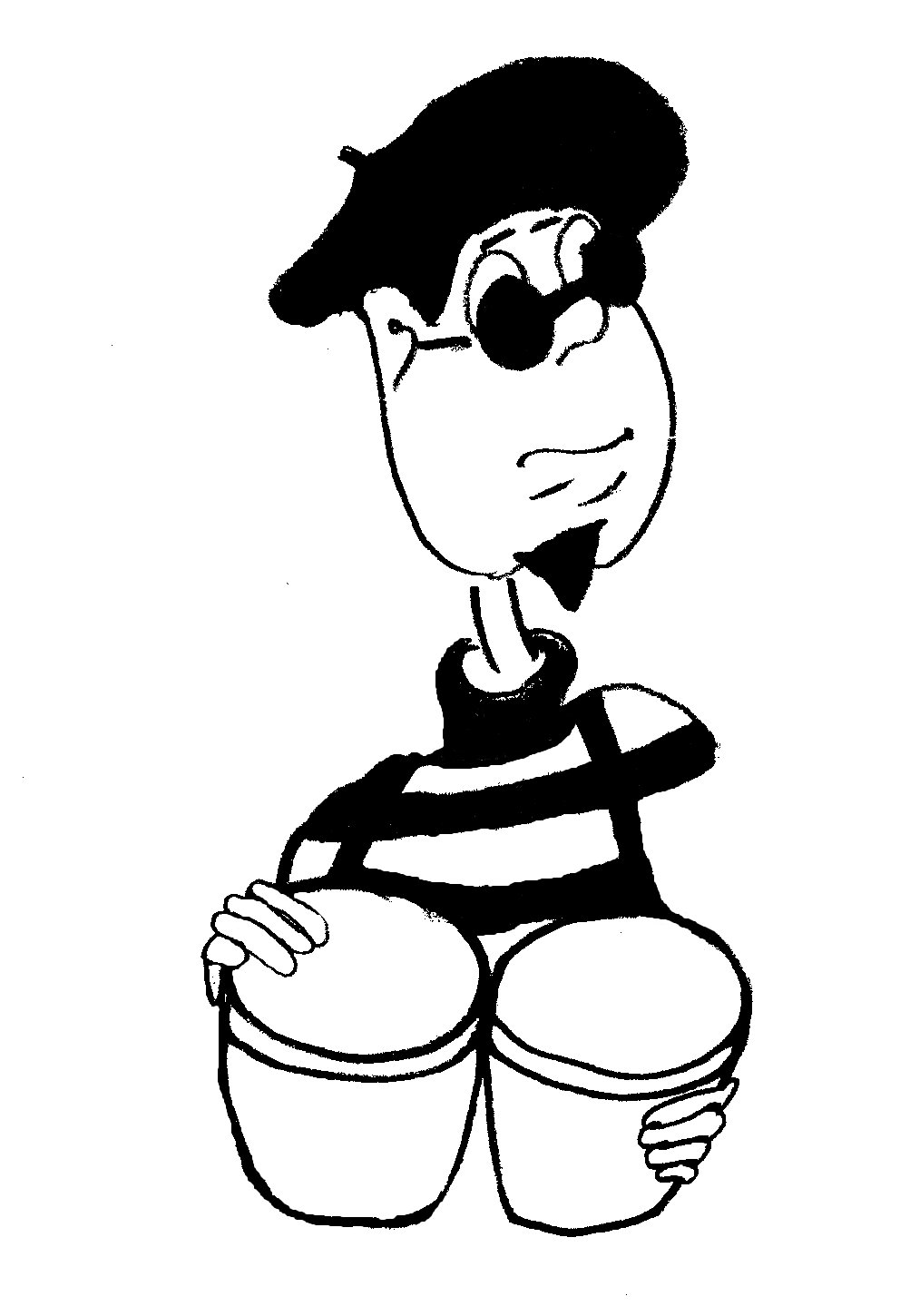
Стереотипизированный карикатурный образ битника: тёмные очки, бонго́, полосатый свитер с горлом, бородка, берет

Би́тники (англ. Beatniks или The Beats) — стереотип массмедиа, использовавшийся в 1950-х — 1960-х годах для обозначения представителей битничества. Употреблялся как производное от названия бит-поколения, охарактеризованного в статьях конца 1940-х годов писателем Джеком Керуаком .
Термин «битники» был предложен в 1958 году журналистом «Сан-Франциско кроникл» Хербом Кэном  и базировался на сложившихся в американском обществе представлениях о типичном для середины XX века социальном пласте молодежи, характеризовавшемся асоциальным поведением и неприятием традиционных культурных ценностей нации  .

## Этимология термина
Джек Керуак (1922 — 1969), большинством критиков рассматриваемый как одна из важнейших фигур бит-поколения, вспоминал в своей публицистической статье 1959 года, 
что «разбитое поколение» (англ. beat generation) было впервые упомянуто им в 1948 году в беседе с Джоном Холмсом. Так Керуак охарактеризовал социальный пласт, возникший после практически исчезнувшего к 1948 году «потерянного поколения» участников Первой мировой войны  .
Примечательно, что само слово «битник» было придумано не Керуаком. Как отмечает в своей книге о бит-культуре Уильям Лоулор, оно появилось только десять лет спустя . Колумнист-обозреватель газеты «Сан-Франциско кроникл» Херб Кэн , описывая в выпуске от 2 апреля 1958 года прошедшую на Северном пляже Сан-Франциско большую вечеринку личностей характерного облика и поведения, 
присоединил к слову «beat»  русский суффикс «-ник» (-nik) от названия советского «Спутника-1», запущенного в октябре 1957 года. Американский писатель-документалист и лексикограф Пол Диксон  приводит объяснение самого Кэна:

Я сочинил слово «битник» просто потому, что русский «Спутник» был тогда на слуху, и слово выскочило само.
Оригинальный текст (англ.)I coined the word "beatnik" simply because Russia's Sputnik was aloft at the time and the word popped out.

Уильям К. Уильямс (авторитетный американский поэт), между тем, в предисловии к сборнику Гинзберга утверждает, что самому Керуаку термин был чужд, и он никогда не признавал его .

## Значение термина
Ряд критиков отмечает, что непосредственно в понимании сформировавшего термин Кэна он служил для обозначения бородатых, носящих сандалии молодых людей — шатающихся по кофейням, тунеядцев и любителей джаза . Термин «битник» не нёс положительной окраски и был словом уничижительным, насмешкой — так называли неосведомленных конформистов, тех, чей напыщенный бунт был ширмой для модной антиамериканской глупости   .
С другой стороны, по мнению авторов книги «American Icons» (1997), первоначально термин «битник» конкретного значения не имел и использовался для обозначения любых людей, каким бы то ни было образом связанных с разношерстной нью-йоркской артистической средой. Спустя годы термин претерпел значительные изменения и к концу 1950-х стал подразумевать целый культурный пласт — молодых людей, демонстрировавших слабый интерес к жизни «американской мечтой» — с новым домом, машиной и работой в какой-нибудь крупной корпорации  .
Факт эволюции термина также подтверждает Чарльз Уилс, в книге «Америка в 1950-е» (англ. "America in the 1950s") давший уже новое, отличное от вышеуказанного определение «битника» — он отмечал, что претерпев видоизменение от «асоциальности» до «чудачества», образ жизни типичного представителя бит-поколения соответственно изменил и само отношение к последнему — к концу 1950-х, по утверждению Уилса, под словом «битник» стали понимать молодого человека в чёрном свитере с высоким воротником и с беретом на голове, околачивающегося в районе потрёпанных кафешек и играющего на бонго́ .
В «Истоках „разбитого поколения“» Керуак отмечал, что первая популярность к битникам пришла в районе 1955 года, после того как был напечатан отрывок из его романа «В дороге»:

…Росло и число тех, кто считал себя принадлежащими к «поколению битников». Странные любители джазовой музыки начали появляться повсеместно.

По утверждению писателя, всплеск популярности случился два года спустя — аккурат после публикации полной версии романа:

О «поколении битников» кричали на всех углах. <…> Народ стал называть себя по-всякому: и битниками, и «джазниками», и «бопниками» , и одержимыми…

Вышесказанное, впрочем, не отменяло настороженного и зачастую пренебрежительного отношения к битникам со стороны медийных кругов. В статье «Угасшим битникам посвящается» (англ. Epitaph for the Dead Beats) Джон Чиарди писал:

По части битников позвольте заметить, что было время, когда они чуть не превратились в предводителей интеллектуального мятежа. Однако к настоящему моменту стало достаточно ясно, что восстание было поднято исключительно ради удовольствия  .

## Стереотипизация термина
В книге «Minor Characters» (1999) Джойс Джонсон отмечала, что битники торговали свитерами, тёмными очками, беретами и бонго, продавая образ жизни, казавшийся опасным и весёлым, и городские парочки начинали устраивать «вечеринки в стиле битников» по субботам . Энн Чартерс  здесь дополняла Джонсон, комментируя стереотипизацию термина утверждением, что слово «битник» стало расхожим, поскольку могло обозначать что угодно — к примеру, звукозаписывающие компании из Нью-Йорка практически сразу стали использовать идеи бит-поколения, чтобы продавать свои виниловые пластинки .
Популяризации термина (и образа битника) также способствовали статьи в «Нью-Йорк таймс» и кинофильм «Забавная мордашка» режиссёра Стэнли Донена с Одри Хепбёрн в главной роли  . Роль «главного популяризатора» термина критиками традиционно отводится его создателю, Хербу Кэну .

## Типичный внешний вид битника

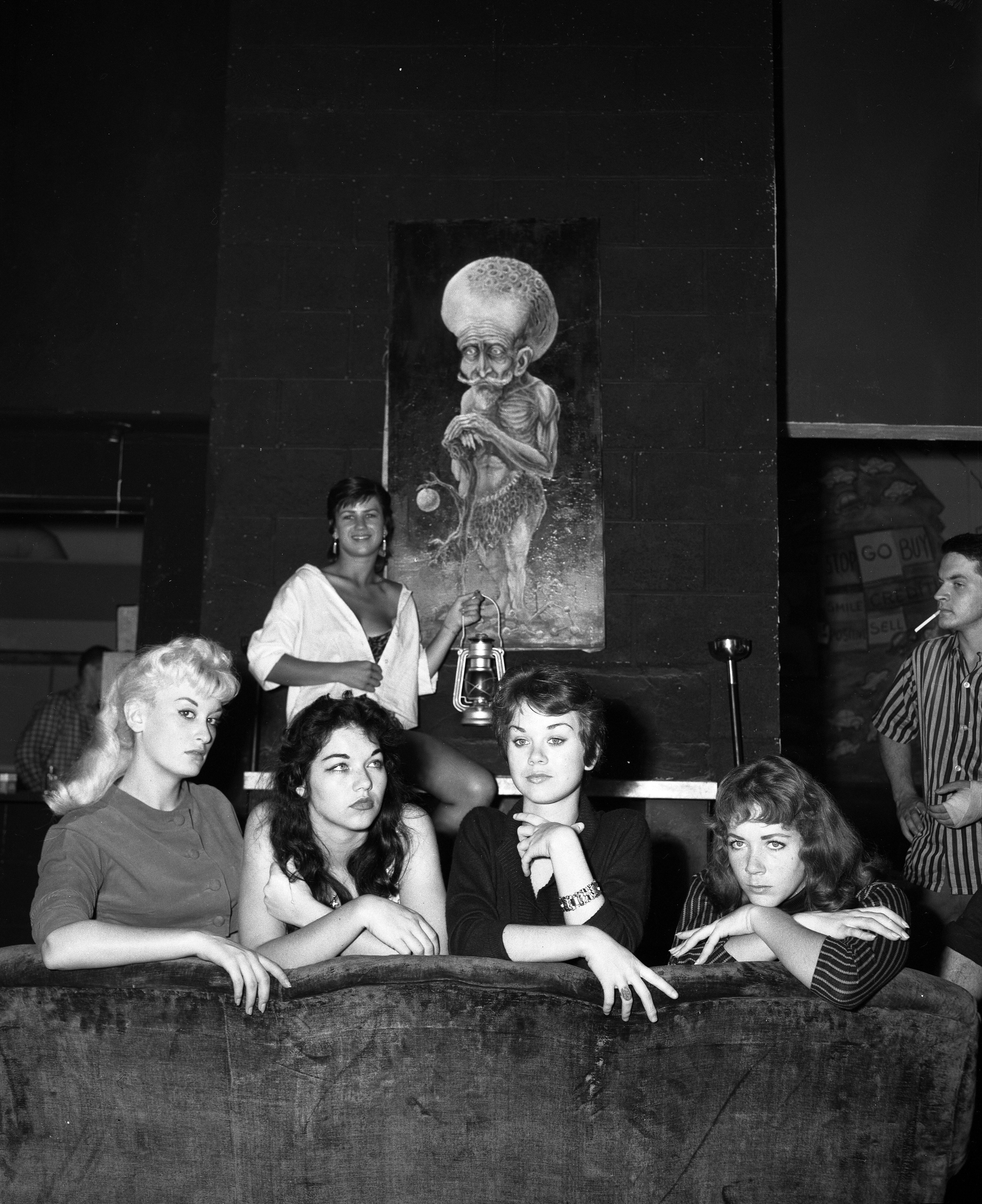
Участницы конкурса «Мисс Битник», 1959 год, Венеция (Лос-Анджелес)

Джеймс Кэмпбелл отмечает:

«Битник» означал образ жизни — и он был причудливо одет. Битник показывал идентичность, был образом

Пол Горман добавляет, что внешний вид битников во многом ассоциировался со студентами Академий художеств, которые зачастую были фанатами джаз-музыки, находившейся на пике популярности в поздние 50-е  . Генри Дриббл же отмечает, что битники-мужчины выглядели как молодые английские учителя, а образ женщин отдавал лёгкой готикой .

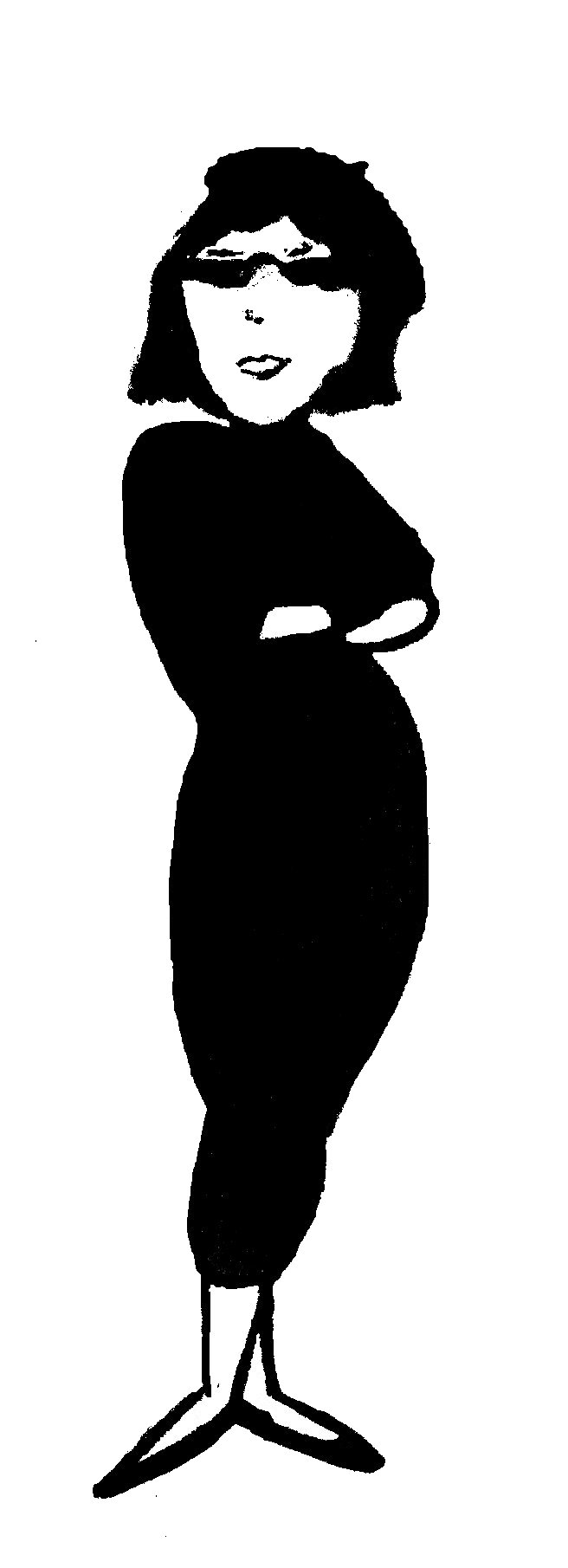
Образ типичной девушки-битника

Одним из основных атрибутов битника считался чёрный свитер (обязательно с высоким горлом на манер водолазки) и берет, допускались также белые майки без рисунка  . Не редкостью было ношение двойных барабанов бонго́ — в качестве символа культуры чернокожего населения . Определённой прически битник не имел, но волосы были преимущественно длинные (примерно до плеч и почти всегда прямые ) в одежде преобладал чёрный цвет. Зачастую битник носил тёмные непроницаемые очки . Помимо чёрного цвета для обоих полов характерной была одежда в полоску и сутаны с капюшоном . Для мужчин одним из атрибутов также была «козлиная бородка»  . Самой распространённой обувью были обычные кожаные сапоги .
Девушки носили чёрные, опять же, колготки и аналогичного тона макияж  . Для женского пола были характерны трико, свитера (в том числе вязаные), длинные юбки, капри  .
В статье «История бит-движения» (англ. "History of the Beat Movement") Кристал Хильнер отмечал интересный факт: стиль битников был заимствован и вдохновлён манерой одежды известного джазового музыканта Диззи Гиллеспи, также одевавшегося в чёрные штаны, свитера с горлом и носившего непроницаемые очки .
Примечательно, что выработанный битниками стиль оказал большое влияние на формирование гардероба готов . Спустя более чем пятьдесят лет он вновь оказался актуален — американский дизайнер Марк Джейкобс (бренд «Marc Jacobs») в 2008 году представил осеннюю коллекцию одежды, вдохновлённую модой 1950-х и 1960-х . До Джейкобса популяризированием образа битников занимался не менее известный французский модельер Ив Сен-Лоран (бренд «Yves Saint Laurent») .

## Хипстеры — Битники — Хиппи
Большинство исследователей битников рассматривают в тесном симбиозе с менее крупными представителями субкультуры — хипстерами, и первых, и вторых причисляя к общему термину «Разбитое поколение», зачастую вообще не делая между ними различия   . Однако существенные различия между ними определённо были — хипстеры были частью люмпен-класса, афроамериканскими инноваторами бибоп-джаза и они, по мнению Роберта Сикелса, автора книги «The 1940s», которая вышла в 2004 году, являлись предшественниками битников  .
Данное мнение подтверждает Керуак, следующим образом разграничивший данные группы :
К 1948 году хипстеры, или битстеры, разделились на две группы — на «спокойных» и «пылких». В наши дни неправильное понимание хипстеров и «поколения битников» по большей части проистекает из того, что в поведении хипстеров существует два разных стиля. «Спокойный» хипстер — это бородатый молчаливый мудрец, по-другому — шлэм. Он сидит перед едва пригубленным пивом в каком-нибудь месте, где привыкли собираться битники. Речь у него замедленная, и говорит он недружелюбным тоном. <…> Сегодняшний «пылкий» хипстер представляет собой сдвинутого, бесперебойно говорящего психа с сияющими глазами. <…>

Большинство творческих личностей, имеющих отношение к «поколению битников», принадлежат ко второму типу «хипстеров», то есть к «пылким».
Джек Керуак, Аллен Гинзберг и круг их ближайших друзей были одними из тех, кто создавал возрождающуюся богему из движения хипстеров — которое спустя некоторое время трансформировалось в битничество . Принципиальное отличие первых от вторых заключалось в том, что битники представляли собой хипстеров «интеллектуального плана» . Менее распространенным является мнение Мейлера, с точностью до наоборот назвавшего хипстера читающим битником .
Битники, в свою очередь, на закате «поколения разбитых» в конце 1960-х, претерпели трансформацию в новое движение — хиппи  .

## Наиболее известные битники
Наиболее широко битники были представлены в качестве писателей и поэтов — тремя же людьми, стоящими у истоков битничества, считаются Люсьен Карр (названный изданием New York Magazine отцом-основателем движения ), Аллен Гинзберг (идеолог движения, называемый одним из самых известных американских поэтов второй половины XX века  ) и Джек Керуак (называемый «катализатором контркультуры 60-х» и рассматриваемый критиками в качестве одного из самых влиятельных американских писателей   ) .
Чуть позже к троице прибавится близкий друг Гинзберга, писатель Уильям Берроуз, который вскоре также сыграет важную роль в истории становления битничества и в дальнейшем затмит собой славу Карра, переняв титул «крёстного отца» всего движения . Именно трое вышеупомянутых — Керуак, Гинзберг и Берроуз вскоре станут людьми, с именами которых и будет ассоциироваться бит-поколение и слово «битник» в частности .

## Битники в кинематографе
Стереотипизированный и широко разрекламированный образ битников, включая их специфическую манеру одеваться и говорить, имел определённое влияние на кинематограф конца 1950-х — 1960-х годов и отразился во многих фильмах и мультфильмах этого времени. А став классическим, время от времени используется и поныне.
- Джо Стоктон, героиня Одри Хепбёрн из фильма 1957 года «Забавная мордашка», очень похожа на типичную девушку-битника .[11]
- В 1959 году Джеем Ландесманом (англ. Jay Landesman) и Теодором Фликером (англ. Theodore Flicker) была поставлена музыкальная комедия «The Nervous Set», открываемая песней «Man, We’re Beat» и целиком посвящённая бит-поколению [47].

- В этом же году на киноэкраны США вышел фильм «Бит-поколение[англ.]» режиссёра Чарльза Хааса[англ.] [48].
- Главной героиней фильма «Двое на качелях[англ.]» была девушка-битник из Гринвич-Виллидж [49].
- В сатирическом виде битническая среда изображена в фильме «Ведро крови» (1959).
- В 1961 году на экраны вышел фильм «Бунтарь[англ.]», главный герой, роль которого исполнил Тони Хэнкок[англ.], лондонский офисный клерк, отправляющийся на отпуск в Париж, чтобы попробовать себя в качестве артиста бит-поколения [50].
- В сериале «Семейка Аддамс» 15 эпизод 1 сезона назывался «Семейка Аддамс встречает Битника» («The Addams Family Meets a Beatnik»), в котором изображён заблудившийся битник на мотоцикле.
- Один из персонажей мультсериала «Looney Tunes» (появлявшийся в нём в 1967-69, 1995, 2000 и других годах) Cool Cat  [англ.] зачастую представал в образе типичного битника [51].
- Многосерийный мультфильм «Бини и Сесил» (1959—1962) также имел своего персонажа-битника — Go Man Van Gogh [52].
- Один из героев студии Hanna-Barbera, Spook — кошка-битник [53].
- Родители Неда Фландерса из «Симпсонов» были битниками  [54].
- В мультипликационном сериале «Лига Справедливости», в одиннадцати эпизодах первых двух сезонов один из героев, Snapper Carr, изображён в качестве типичного битника [55].
- В 2013 году в широкий кинопрокат вышла лента английских кинематографистов «Убей своих любимых». В ней рассказывается об основоположниках этого движения Люсьене Карре, Аллене Гинзберге, Джеке Керуаке и Уильяме Берроузе. В одной из главных ролей принял участие Дэниэл Рэдклифф, известный русскому зрителю по фильмам о Гарри Поттере.
- В 2012 году на экраны вышел художественный фильм режиссёра Вальтера Саллеса «На дороге»[56], снятый по мотивам одноимённого романа Джека Керуака с Сэмом Райли, Гарретом Хедлундом и Кристен Стюарт в главных ролях.